# 揚げサンドイッチ
揚げサンドイッチ（あげサンドイッチ）には以下の2種類がある。本項でどちらも説明を行う。
- サンドイッチを揚げた料理。
- 揚げた食パンを三角形に切り、中に切れ目を入れ、具材を詰めた料理。

本項では説明の都合上、「サンドイッチを揚げた料理」を「長崎型」、「揚げた食パンに詰めた料理」を「福岡型」と呼称するが、正式な分類名称ではない。

## 長崎型
長崎県佐世保市（旧・世知原町）の真弓精肉店が揚げサンドの名称で販売する料理。甘いマヨネーズのポテトサラダとハムを挟んだサンドイッチを揚げた料理である。
真弓精肉店では1980年代から販売しており、盆正月には揚げサンドを食べる地元住民も多い。

### メディア報道関連
- 長崎国際テレビの『ひるじげドン』からは2009年に「記憶に残るグルメ賞」を贈られている[2]。
- 2013年2月21日放送[3]の『秘密のケンミンSHOW』に取り上げられたことで日本全国に知られるようになった[1][2]。
- NHKの『パン旅。』2017年4月12日放送回「長崎縦断！ご当地パンなぞ解きトリップ」で取り上げられた。

## 福岡型
福岡県で営業するフルーツサンド専門店「FRUITS SAND THREE」が開発した。
2023年12月に揚げサンドの専門店として東京都銀座に出店した「Age.3（アゲサン）」によって、年明けの2024年1月頃までには各種SNSで話題となった。
揚げた食パンを三角形に2つに切って、切断面に切れ目を入れて袋状にし、その中に具材を詰める。
2024年4月には福岡県福岡市に「Age.3 HAKATA（アゲサン博多）」を開業し、同年6月には香港に「Age.3 HONG KONG（アゲサン香港）」を開業している。
2024年には、上記「Age.3」とは別に、青森県八戸市でも揚げサンドイッチ専門店が開業している。